# Euclystis ageta
Euclystis ageta är en fjärilsart som beskrevs av Druce 1890. Euclystis ageta ingår i släktet Euclystis och familjen nattflyn. Inga underarter finns listade i Catalogue of Life.